# الدوري الجنوبي لكرة القدم 1923–24
الدوري الجنوبي لكرة القدم 1923–24 (بالإنجليزية: 1923–24 Southern Football League)‏ هو موسم من الدوري الجنوبي الممتاز. فاز فيه Peterborough & Fletton United F.C. ‏.